# Okumura Ioko

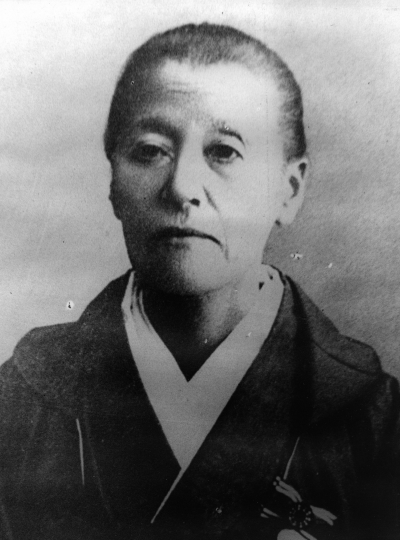
Okumura Ioko

Okumura Ioko (japanisch 奥村 五百子; geboren 7. Juni 1845 in Karatsu, damals Provinz Hizen, heute Präfektur Saga; gestorben 2. Februar 1907) war eine frühe japanische Kämpferin für die Frauen.

## Leben und Wirken
Okumura Ioko war die Tochter von Okumura Ryōkan, Oberpriester des Kōtoku-Tempels der Higashi-Hongan-ji-Richtung des Buddhismus, und seiner Frau Asako (浅子). Beeinflusst von ihrem Vater und ihrem älteren Bruder Enshin unterstützte sie die Sonnō-jōi-Bewegung, also die Stärkung der Position des Tennō und die Ausweisung der Ausländer. Die erste Ehe endete mit dem Tod ihres Mannes, die zweite mit Scheidung. Daraufhin wandte sie sich der Politik zu und engagierte sich unter anderem in der Öffnung des Hafens von Karatsu. 1897 ging sie nach Korea, wo ihr älterer Bruder Missionsarbeit leistete, und gründete eine Handelsschule in Gwangju.
Als 1900 in China der Boxeraufstand begann, schloss sie sich der Hilfstruppe an, die Ōtani Katsunobu (大谷 勝信; 1878–1951) vom Higashi-Hongan-ji für die Expeditionstruppe organisierte, und bereiste die Schlachtfelder. In dieser Zeit dachte sie an die Gründung einer Frauengruppe, um verwundeten und kranken Soldaten und den trauernden Familien der Soldaten zu helfen. Nach ihrer Rückkehr konnte sie mit Unterstützung hochgestellter Persönlichkeiten wie Admiral Ogasawara Naganari (小笠原 長生; 1867–1958) im Februar 1901 den „vaterländischen Frauenverein“ (愛国婦人会 Aikoku Fujinkai) gründen, wobei sie für den Vorsitz die Herzogin Iwakura Hisako (岩倉 久子; 1862–1943) gewinnen konnte.
Anfangs richtete Okumura sich hauptsächlich an Frauen aus der Oberschicht, aber ihre landesweite Kampagne, die die Mitglieder dazu ermutigte, Geld für Han-eri (半襟), auswechselbare Kimono-Kragen, zu sparen und zu spenden, verbreitete sich und spielte eine Rolle bei der Stärkung der Position von Frauen in der Gesellschaft. Ende 1905 erreiche die Mitgliederzahl 460.000, ein guter Grundstein für die weitere Entwicklung des Vereins.
1931, 24 Jahre nach Okamuras Tod, wurden ihre Aktivitäten als vorbildlich in ein staatliches Lehrbuch für Grundschülerinnen aufgenommen.